# Ga Lạc Đạo
Ga Lạc Đạo là một nhà ga xe lửa tại xã Lạc Đạo huyện Văn Lâm, tỉnh Hưng Yên. Nhà ga là một điểm của đường sắt Hà Nội - Hải Phòng và nối với ga Phú Thụy với ga Tuấn Lương.